# Adalbert Kälin
Adalbert Kälin (* 27. Februar 1934; † 22. Februar 2019) war ein Schweizer Lehrer, Autor und Veranstalter.

## Leben
Kälin arbeitete als Lehrer, wurde Schulinspektor und dann Vorsteher des Volksschulamtes des Kantons Schwyz. Während 16 Jahren war er als CVP-Vertreter Mitglied des Schwyzer Kantonsrats.
Kälin war bekannt als Organisator von Schweizer Bundesfeiern. Als Verantwortlicher für die 650-Jahr-Feier der Schlacht am Morgarten 1965 verstand er es „meisterlich …, den Anlass in den zustehenden Rahmen von Feierlichkeit und Geschichtsbewusstsein zu stellen“. Von 1988 bis 1992 amtierte Adalbert Kälin als Delegierter des Kantons Schwyz für die 700-Jahr-Feier der Eidgenossenschaft und „war massgeblich an der Gedenkfeier 1991 auf dem Rütli beteiligt“. In Schriften befasste er sich mit den Erinnerungen seines Vaters, der 1935 als Polizist in Küssnacht den tödlichen Unfall von Königin Astrid erlebte.

## Schriften
- Orientierungsstufe im Kanton Schwyz: gestern, heute, morgen. (1995)
- Das Königin-Astrid-Memorial in Küssnacht am Rigi: Erinnerungen an einen tragischen Unglücksfall im Jahre 1935. (2001)